# 二条経通
二条 経通（にじょう つねみち）は、鎌倉時代中期の公卿。関白左大臣・二条良実の四男。官位は正二位・非参議。

## 経歴
建長7年（1255年）、二条良実の四男として京に生まれる。
文永2年（1265年）6月27日、叙従三位。永仁4年（1296年）11月、出家。没年は不詳。